# ノエル・オデール
ノエル・ユワート・オデール（Noel Ewart Odell、1890年12月25日 - 1987年2月21日）はイギリスの登山家、地質学者。1924年のエベレスト遠征隊の一員として、頂上へ向かうジョージ・マロリー、アンドリュー・アーヴィンの最後の姿を目撃したことであまりに有名。この時、オデールは、標高7000m以上の場所で、酸素ボンベ無しで二週間過ごすという驚異的な記録を残している。

## 1924年エベレスト
1924年6月8日、ジョージ・マロリーとアンドリュー・アーヴィンがノース・コルをへて頂上を目指した。オデールはたまたま霧が晴れた12:50ごろ、二人が北東稜から「ステップ」を越えて頂上への最後の登りへと力強く進んでいる姿を見た。しかし、頂上へ到達した証拠は何もない。二人はそのまま行方不明になり、山頂付近で命を落としたと考えられている。オデールは生きている二人の最後の姿を見た唯一の目撃者になった。
1924年6月から11月に書かれた二つの報告の中で、オデールはマロリーとアーヴィンを見たのは間違いなくセカンド・ステップの上であったと断言している。1925年に発行された遠征隊報告書では、（他のメンバーたちの悲観的な見方に影響されて）オデールの言葉にぶれが生じ、「セカンド・ステップあるいはより低い部分」という言い方に変わっている。その後、オデールはひょっとすると「ファースト・ステップ」だったもしれないと意見を変えている。
二人が行方を絶ったあと、オデールは自らの身の危険を顧みず、一人ノース・コルから8500m付近まで上がって捜索を続けた。

## オデールの活躍
1936年、オデールはビル・ティルマンとともに標高7816 mのナンダ・デヴィに挑み、登頂に成功した。これは1950年まで、人類が到達した山頂の最高標高記録だった。1938年には隊長に選ばれたビル・ティルマンに誘われ再びエベレスト遠征隊に加わった。
オデールは登山家としてだけでなく、幅広い分野で活躍した。たとえば二度の世界大戦に王立工兵隊の一員として従軍し、地質学者としては石油や鉱山関係のさまざまな企業で相談役をつとめ、ハーバード大学やケンブリッジ大学など多くの大学で教壇に立った。登山家としては、1919年にスノードニア山系にあるイドワル・スラブの「テニス・シュー」に初単独登頂の記録があり、ニューハンプシャー州にあるワシントン山のオデール・ガリーは彼が冬季初登頂に成功したことからオデールの名がつけられている。